# Загін «Дельта» 3: Вбивча гра
Загін «Дельта» 3: Вбивча гра (англ. Delta Force 3: The Killing Game) — американський бойовик 1991 року режисера Сема Фьорстенберга.

## Сюжет
В одному з міст Америки терорист, утримуючи заручників, загрожує привести в дію атомну бомбу. У президента США залишається єдиний шанс знищити фанатика і врятувати людей від катастрофи — довіритися підрозділу Дельта. Разом з двома офіцерами російської розвідки, один з яких — чарівна дама, починається операція. Світ, затамувавши подих, стежить за розвитком подій. Годинник невблаганно відраховує час до моменту, коли терорист попрямує до пульта управління вибуховим пристроєм.

## У ролях
- Нік Кассаветіс — Чарлі
- Ерік Дуглас — Сем
- Майк Норріс — Грег
- Меттью Пенн — Річард
- Джон Райан — Сергій
- Хана Азулай-Хасафрі — Іринка
- Грегорі Таль — Брук
- Марк Іванір — Петре
- Кендес Брекер — Венді Джексон
- Дан Турджеман — Хусейн
- Джонатан Черчі — Кедал
- Сенді Ворд — Генерал Вільсон
- Джонатан Аркін — Дельта 1
- Кевін Паттерсон — Дельта 2
- Баруч Дрор — Дельта 3
- Марк Мейсон — Дельта 4
- Клод Авірам — Юрій
- Натан Сган-Коен — Андрій
- Джефф Гернер — Агент ФБР
- Даніель Дайкер — Агент ФБР
- Джек Коен — Анвар Моссач
- Айк Сіменс — Диктор
- Ірвінг Каплан — Мішель Роланд
- Джон Дікс — ТБ гість
- Джон Філліпс — Президент Академії
- Сігал Харарі — молода жінка
- Габі Шошан — особистий охоронець 1
- Еві Коен — особистий охоронець 2
- Елад Катлан — арабський хлопчик
- Ейтан Мілграм — працівник служби безпеки
- Джеррі Хейман — черговий адміністратор
- Йааков Коен — торговець наркотиками
- Альберт Ілуз — Ахмед
- Тіква Азіз — арабська жінка
- Ларрі Прайс — ТБ гість
- Майкл Морім — капітан
- Дов Пеледж — пілот вертольота
- Йосеф Барел — пілот вертольота
- Офер Леві — Sudalian in cave 1
- Девід Шамул — Sudalian in cave 2
- Джоел Дрора  — Головний наркоторговець
- Якоб Банай — арабський шейх
- Роні Акріш — торговець наркотиками